# Jindřich Bilan
Jindřich Bilan (10. července 1923 Orlová – 19. dubna 2012) byl ředitel dolů Prezident Gottwald a Julius Fučík, akademik a děkan Hornicko-geologické fakulty Vysoké školy báňské – Technické univerzity Ostrava.
Narodil se v hornické rodině, v roce 1940 začal pracovat jako horník na dole Žofie. V roce 1954 vystudoval Vysokou školu báňskou a nastoupil na důl Československý pionýr, kde nejdříve vykonával funkci provozního inženýra, později vedoucího závodu, současně byl i velitelem tamních báňských záchranářů. Od roku 1959 do roku 1970 byl ředitelem dolu Prezident Gottwald v Horní Suché, následně se v roce 1970 stal ředitelem sloučeného velkodolu Julius Fučík s šesti závody (pět důlních a jeden povrchový úpravárenský komplex).
Od roku 1963 byl členem vědecké rady Vysoké školy báňské v Ostravě, v roce 1979 byl jmenován profesorem. Nastoupil na katedru větrání a techniky bezpečnosti na Hornicko-geologické fakultě VŠB. V roce 1983 byl jmenován vedoucím katedry a taktéž děkanem fakulty. Aktivní pedagogickou činnost ukončil v roce 2000.
Je autorem publikací z oblasti techniky bezpečnosti, od roku 1973 byl předsedou odborného výboru pro mechaniku hornin při Generálním ředitelství OKD.